# Dexter Jackson
Dexter Jackson (Jacksonville, Florida, Estados Unidos) es un exfisicoculturista profesional estadounidense de la IFBB (International Federation of Body Building), más conocido como The Blade por la definición muscular que presentaba cuando competia. Es ampliamente considerado uno de los mejores culturistas de la época moderna. Tiene bastantes seguidores y muchos le consideran la mejor relación en masa y definición para su altura. Su última competencia profesional antes de su retiro fue el Mister Olympia del año 2020

## Biografía
Ganó el Mr. Olympia de 2008, cuando le arrebató el título a Jay Cutler, quien venía ostentando este campeonato los últimos dos años y que volvería a ganar los dos años siguientes.
La primera competición de Jackson en la NPC (National Physique Committee) fue el campeonato de los estados sureños de 1992, donde quedó tercero. Su primer Arnold Classic, Night of Champions y Mr. Olympia fueron todos en 1999. Quedó séptimo, tercero y noveno respectivamente. En el Olympia de 2007 quedó en tercer lugar por delante de Ronnie Coleman, y algunas críticas que recibió afirmaban que no conseguiría nunca un puesto más alto que ese.
Pero al año siguiente ganó el Mr. Olympia 2008 celebrado en Las Vegas (EE. UU.) por delante de Jay Cutler y Phil Heath, en segundo y tercer lugar respectivamente. Con lo que ha silenciado a sus críticos. Actualmente vive en su ciudad natal. Dexter ha hecho su aparición en muchos artículos de culturismo y fitness, incluyendo la portada de la revista Muscular Development.
En 2013 ganó el Arnold Classic igualando así el récord de cuatro Arnold Classic de Flex Wheeler.
En 2020 Jackson anunció que competiría en Mr.Olympia y este sería su último espectáculo después de competir profesionalmente desde 1999.

## Características
- Altura: 1,68 m

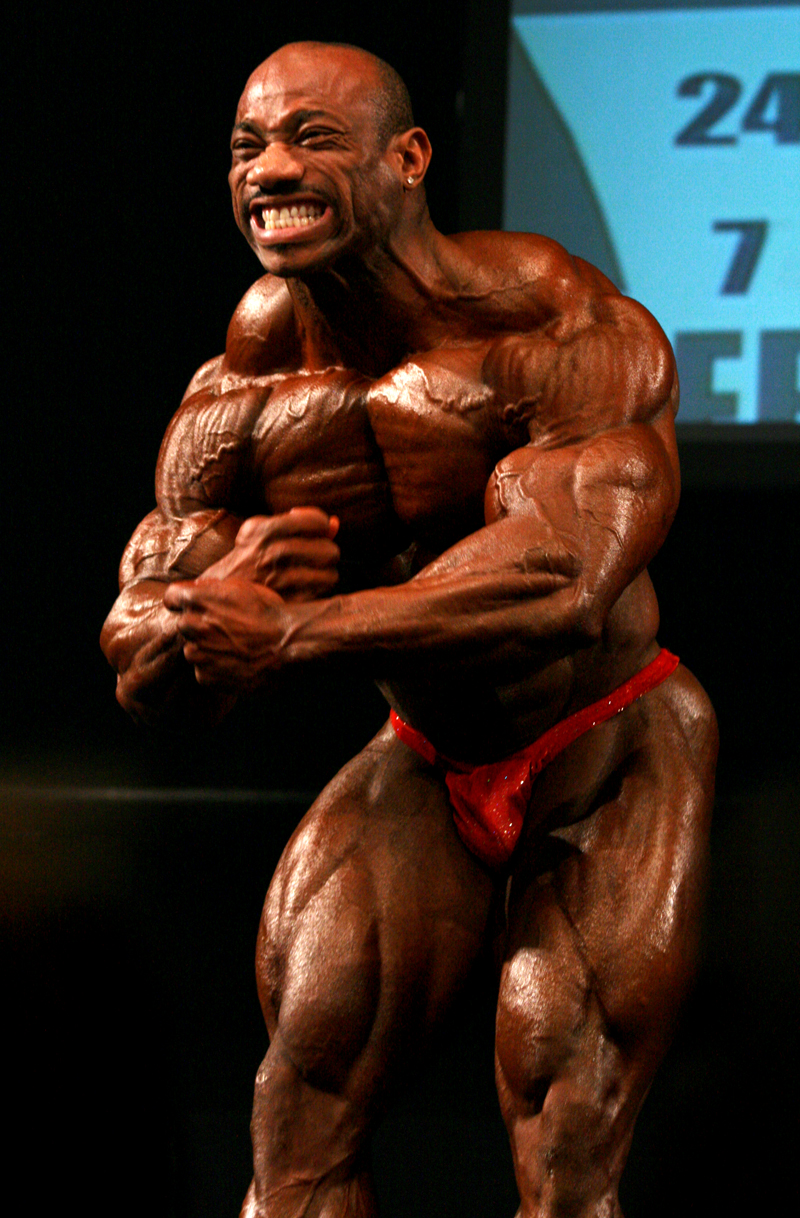
Dexter Jackson.

- Peso: 112 kg(fuera de competición)
- Peso: 106 kg (en competición)
- Pecho: 115 cm (en competición)
- Brazos: 54,4 cm (en competición)
- Cintura: 69,9 cm (en competición)

## Récords personales (levantamiento)
- Press de Banca: 200kg (de 4-6 repeticiones)
- Curl de Barra: 93 kg (de 4-6 repeticiones)
- Sentadilla: 249 kg (de 6 a 8 repeticiones)

## Competición

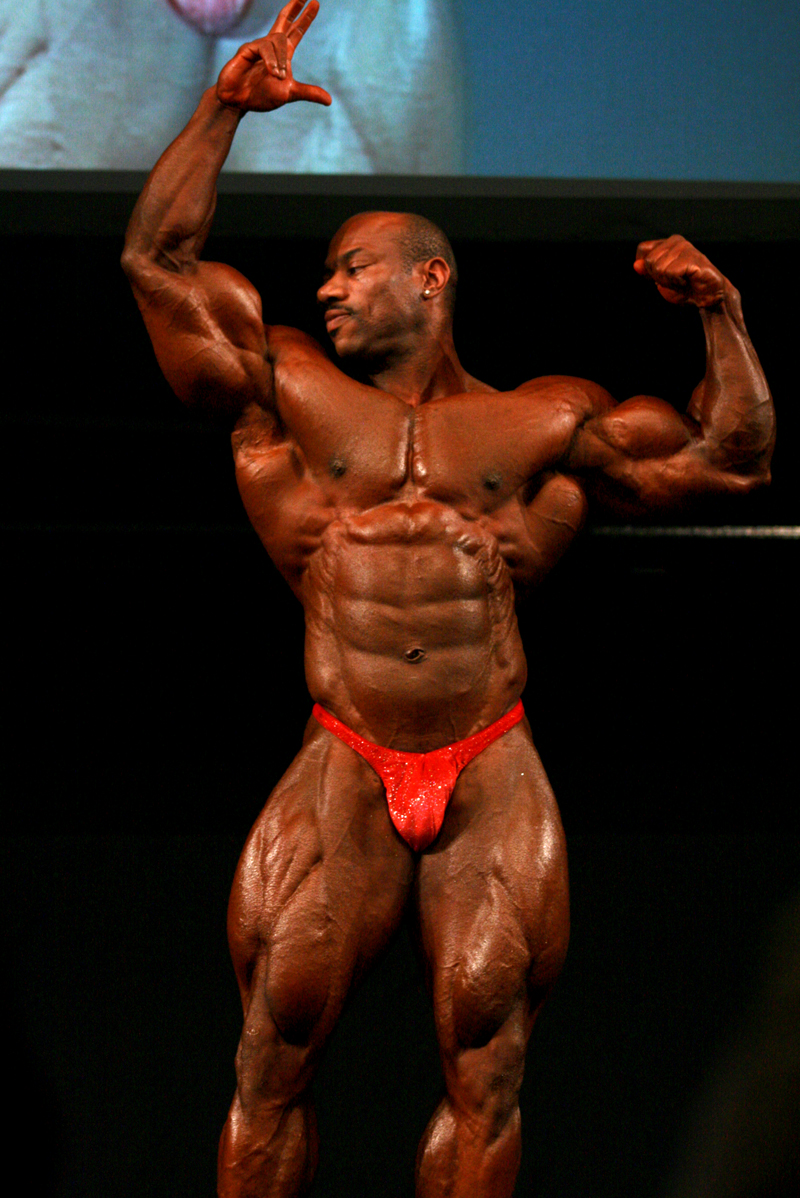
Dexter Jackson.

- 1992 NPC Southern States, Lightweight, 3.º
- 1995 NPC USA Championships, Light-Heavyweight, 1.º
- 1996 NPC Nationals, Light-Heavyweight, 6.º
- 1998 North American Championships, Light-HeavyWeight, 1.º and Overall
- 1999 Arnold Classic, 7.º
- 1999 Grand Prix England, 4.º
- 1999 Night of Champions, 3.º
- 1999 Mr. Olympia, 9.º
- 1999 World Pro Championships, 4.º
- 2000 Arnold Classic, 5.º
- 2000 Grand Prix Hungary, 2.º
- 2000 Ironman Pro Invitational, 3.º
- 2000 Night of Champions, 8.º
- 2000 Mr. Olympia, 9.º
- 2000 Toronto Pro Invitational, 2.º
- 2001 Arnold Classic, 5.º
- 2001 Grand Prix Australia, 3.º
- 2001 Grand Prix England, 4.º
- 2001 Grand Prix Hungary, 3.º
- 2001 Night of Champions, 2.º
- 2001 Mr. Olympia, 8.º
- 2001 Toronto Pro Invitational, 2
- 2002 Arnold Classic, 3.º
- 2002 Grand Prix Australia, 2.º
- 2002 Grand Prix Austria, 2.º
- 2002 Grand Prix England, 1.º
- 2002 Grand Prix Holland, 3.º
- 2002 Mr. Olympia, 4.º
- 2002 San Francisco Pro Invitational, 3.º
- 2002 Show of Strength Pro Championship, 6.º
- 2003 Arnold Classic, 4.º
- 2003 Maximum Pro Invitational, 3.º
- 2003 Mr. Olympia, 3.º
- 2003 San Francisco Pro Invitational, 3.º
- 2003 Show of Strength Pro Championship, 1.º
- 2004 Arnold Classic, 3.º
- 2004 Grand Prix Australia, 1.º
- 2004 Ironman Pro Invitational, 1.º
- 2004 Mr. Olympia, 4.º
- 2004 San Francisco Pro Invitational, 1.º
- 2005 Arnold Classic, 1.º
- 2005 San Francisco Pro Invitational, 2.º
- 2006 Arnold Classic, 1.º
- 2006 Mr. Olympia, 4.º
- 2007 Arnold Classic, 2.º
- 2007 Mr. Olympia, 3.º
- 2008 Arnold Classic, 1.º
- 2008 Australian Pro Grand Prix, 1.º
- 2008 Mr. Olympia, 1.º
- 2009 Mr. Olympia, 3.º
- 2010 Arnold Classic, 4.º
- 2010 Australian Pro Grand Prix, 2.º
- 2010 Mr. Olympia, 4.º
- 2011 Flex Pro, 2.º
- 2011 Arnold Classic, 5.º
- 2011 Fibo Power Pro Germany, 1.º
- 2011 Mr. Olympìa, 6.º
- 2011 Arnold Classic Europe, 2.º
- 2011 Pro World Masters (Mr. Olympia Masters), 1.º
- 2012 Arnold Classic, 5.º
- 2012 Mr. Olympia, 4.º
- 2013 Arnold Classic, 1.º
- 2013 Tijuana pro show 1.º
- 2014 Mr. Olympia, 5.º
- 2014 Arnold Classic Europe, 3.º
- 2014 Dubai Pro, 1.º
- 2014 Prague Pro, 2.º
- 2015 Arnold Classic, 1.º
- 2015 Mr. Olympia, 2.º
- 2015 Arnold Classic Europe, 1.º
- 2016 Mr. Olympia, 3.º
- 2016 Arnold Classic Europe, 1.º
- 2017 Mr. Olympia, 4.º
- 2018 Mr. Olympia 7.º
- 2019 Tampa Pro 1.º
- 2019 Mr. Olympia 4.º
- 2020 Mr. Olympia 9.º